# Przedawnienie (prawo cywilne)
Przedawnienie – możliwość uchylenia się od zaspokojenia roszczenia po upływie określonego prawem terminu; instytucja prawa cywilnego, jedna z postaci dawności, służąca stabilizacji obrotu prawnego poprzez ograniczenie lub wyłączenie możliwości dochodzenia roszczeń na drodze sądowej po upływie określonego czasu. Poddanie roszczeń reżimowi przedawnienia stanowi rozwiązanie konfliktu pomiędzy interesami bezczynnego wierzyciela, który nie ma obowiązku niezwłocznego dochodzenia roszczenia, a interesem dłużnika, dla którego obowiązek zadośćuczynienia roszczeniu staje się zbyt uciążliwy po pewnym czasie albo który nawet wykonał swoje zobowiązanie, jednak na skutek upływu czasu nie potrafi tego udowodnić. Służy też interesom obrotu gospodarczego, pozbawiając skutecznej ochrony wierzyciela, który wskutek upływu czasu nie potrafi już udowodnić swojej wierzytelności. Przedawnienie roszczeń realizuje jedną z głównych zasad prawa cywilnego, iż ochrony sądowej należy udzielać tylko tym uprawnieniom majątkowym, które są lub mogą być efektywnie wykonywane.
Ogólna regulacja przedawnienia w polskim prawie cywilnym umieszczona jest w tytule VI pierwszej księgi Kodeksu cywilnego. Przedawnienie roszczeń jest obecnie zarzutem, więc nie jest uwzględniane z urzędu, lecz jedynie „na zarzut”, czyli na podstawie stanowczego oświadczenia dłużnika, że pragnie on z tego uprawnienia skorzystać (także w prawie pracy na podstawie art. 292 Kodeksu pracy), ponadto jeżeli dłużnikiem jest konsument, można domagać się spełnienia świadczenia tylko przed upływem terminu przedawnienia; sąd może wyjątkowo nie uwzględnić zarzutu przedawnienia. Tradycyjny pogląd zakłada bowiem, że dłużnik może mieć interes, np. osobisty lub zawodowy w tym, żeby powództwo przeciwko niemu zostało oddalone z przyczyn innych niż upływ czasu. Szczegółowe terminy przedawnienia poszczególnych rodzajów roszczeń zawierają dalsze księgi kodeksu oraz liczne ustawy szczególne.
Ponieważ przedawnienie roszczeń wynika z upływu czasu, dużą rolę odgrywają także przepisy intertemporalne zamieszczone w ustawie Przepisy wprowadzające kodeks cywilny oraz ustawach nowelizujących Kodeks cywilny.
Przedawnieniu podlegają wyłącznie roszczenia majątkowe, to znaczy takie, które w pierwszej kolejności prowadzą do powiększenia lub utrzymania dotychczasowego stanu majątkowego osoby uprawnionej. Jednak ze stosunku pracy podlegają przedawnieniu także roszczenia niemajątkowe (art. 291 kp). Wyjątkowo nie przedawnia się roszczenie windykacyjne dotyczące nieruchomości, co jednak nie wyklucza jej zasiedzenia.

## Terminy przedawnienia
Przedstawione poniżej terminy przedawnienia należy stosować z uwzględnieniem zawartej w art. 118 kc uwagi, że „koniec terminu przedawnienia przypada na ostatni dzień roku kalendarzowego, chyba że termin przedawnienia jest krótszy niż dwa lata”.
Kodeks cywilny przewiduje cztery podstawowe terminy przedawnienia.
| Okres przedawnienia | Roszczenie | Podstawa prawna |
| ------------------- | --- | --------------- |
| 6 lat               | wszelkie roszczenia majątkowe, z wyłączeniem roszczeń o świadczenia okresowe, roszczeń związanych z prowadzeniem działalności gospodarczej oraz tych, co do których przepis szczególny przewiduje krótszy termin przedawnienia albo których przedawnienie zostało wyłączone     | art. 118 kc     |
| 3 lata              | roszczenia związane z prowadzeniem działalności gospodarczej | art. 118 kc     |
| 3 lata              | roszczenia o świadczenie okresowe (np. czynsz najmu, alimenty) | art. 118 kc     |
| 6 lat               | wszystkie roszczenia stwierdzone prawomocnym orzeczeniem sądu lub innego organu powołanego do rozpoznawania spraw danego rodzaju albo orzeczeniem sądu polubownego, ugodą zawartą przed sądem albo przed sądem polubownym, poza roszczeniami okresowymi należnymi w przyszłości | art. 125 kc     |

Dalsze księgi kodeksu, a także inne ustawy, przewidują liczne odstępstwa od przedstawionych zasad. Oto najważniejsze z nich:
- dla roszczeń z tytułu czynów niedozwolonych – 3 lata od dnia, w którym poszkodowany dowiedział się albo przy zachowaniu należytej staranności mógł się dowiedzieć o szkodzie i osobie obowiązanej do jej naprawienia, lecz nie później niż 10 lat od daty popełnienia czynu; 10-letni termin nie znajduje zastosowania przy roszczeniu o naprawienie szkody na osobie
- dla roszczeń z tytułu czynów niedozwolonych będących przestępstwami – 20 lat od daty popełnienia przestępstwa
- dla roszczeń przedsiębiorcy z tytułu dokonanej sprzedaży – 2 lata
- dla roszczeń z tytułu umowy przewozu – 1 rok
- dla roszczeń pracodawcy i pracownika ze stosunku pracy – 3 lata.

Ponadto orzecznictwo sądowe wypracowało dodatkowe szczególne reguły przedawnienia roszczeń ubocznych powiązanych z innym roszczeniem. Taki charakter mają odsetki za opóźnienie, które przedawniają się w terminie przewidzianym dla świadczeń okresowych, jednak najpóźniej z chwilą przedawnienia roszczenia o kwotę główną.

## Bieg przedawnienia
W przypadku roszczeń z określonym terminem płatności bieg przedawnienia rozpoczyna się z chwilą nadejścia tego terminu (wymagalność). W jego braku, gdy płatność zależy od określonej czynności wierzyciela, na przykład od wypowiedzenia pożyczki bezterminowej, bieg przedawnienia rozpoczyna się przy fikcyjnym założeniu, że wierzyciel dokonał tej czynności najwcześniej, jak tylko mógł. Szczegółowe regulacje prawne mogą ustanawiać odmienne zasady ustalania daty rozpoczęcia biegu przedawnienia. Tak jest w przypadku roszczeń deliktowych, gdzie datą początkową jest dzień popełnienia czynu niedozwolonego albo dzień, w którym poszkodowany dowiedział się albo przy zachowaniu należytej staranności mógł się dowiedzieć o szkodzie i o osobie zobowiązanej do jej naprawienia (szczegółowo określa to art. 4421 Kodeksu cywilnego).

### Zawieszenie biegu przedawnienia
Zarówno przed, jak i po rozpoczęciu biegu przedawnienia mogą pojawić się sytuacje, które obiektywnie uniemożliwiają wierzycielowi wykonywanie swych uprawnień w stosunku do dłużnika. Przeszkody te mogą utrzymywać się przez dowolnie długi okres. By zapobiec oczywistemu pokrzywdzeniu wierzyciela, którego roszczenie mogłoby się przedawnić, zanim uzyskałby faktyczną możliwość jego dochodzenia, ustawa w niektórych przypadkach zatrzymuje bieg przedawnienia lub uniemożliwia jego rozpoczęcie. Bieg przedawnienia nie rozpoczyna się, a rozpoczęty ulega zawieszeniu:
- co do roszczeń, które przysługują dzieciom przeciwko rodzicom – przez czas trwania władzy rodzicielskiej
- co do roszczeń, które przysługują osobom niemającym pełnej zdolności do czynności prawnych przeciwko osobom sprawującym opiekę lub kuratelę – przez czas sprawowania przez te osoby opieki lub kurateli
- co do roszczeń, które przysługują jednemu z małżonków przeciwko drugiemu – przez czas trwania małżeństwa
- co do wszelkich roszczeń, gdy z powodu siły wyższej uprawniony nie może ich dochodzić przed sądem lub innym organem powołanym do rozpoznawania spraw danego rodzaju – przez czas trwania przeszkody
- co do roszczeń objętych umową o mediację – przez czas trwania mediacji
- co do roszczeń objętych wnioskiem o zawezwanie do próby ugodowej – przez czas trwania postępowania pojednawczego
- co do roszczeń z tytułu umowy przewozu krajowego – przez czas trwania próby pozasądowego rozwiązania sporu, lecz nie dłużej niż 3 miesiące od daty wezwania do zapłaty lub złożenia reklamacji.

Po ustaniu przeszkody przedawnienie biegnie dalej z uwzględnieniem okresu pomiędzy rozpoczęciem biegu a powstaniem przeszkody.

### Przerwanie biegu przedawnienia
Dotychczasowy okres niezakończonego przedawnienia może być zniweczony na dwa sposoby:
- przez każdą czynność przed sądem lub innym organem powołanym do rozpoznawania spraw lub egzekwowania roszczeń danego rodzaju albo przed sądem polubownym, przedsięwziętą bezpośrednio w celu dochodzenia lub ustalenia albo zaspokojenia lub zabezpieczenia roszczenia. Bieg przedawnienia przerywają następujące działania wierzyciela:
  - wniesienie pozwu
  - złożenie wniosku o ustanowienie pełnomocnika z urzędu do sporządzenia i wniesienia pozwu
  - zgłoszenie w procesie zarzutu potrącenia wierzytelności wzajemnej przez pozwanego wierzyciela[8]
  - złożenie wniosku o nadanie tytułowi egzekucyjnemu klauzuli wykonalności[9]
  - zgłoszenie wierzytelności w toku postępowania upadłościowego
  - złożenie wniosku do komornika o wszczęcie egzekucji
- przez uznanie roszczenia przez osobę, przeciwko której przysługuje. Wyróżnia się dwie postaci uznania prowadzącego do przerwania biegu przedawnienia:
  - uznanie właściwe będące umową, w której dłużnik stanowczo oświadcza, że jego dług istnieje w określonej wysokości
  - uznanie niewłaściwe będące oświadczeniem dłużnika, które nie wprost, lecz pośrednio wskazuje na istnienie długu, np. prośba o rozłożenie na raty, o przedłużenie terminu spłaty.

Przez czas trwania postępowania przed odpowiednim organem bieg przedawnienia jest zatrzymany. Skuteczne przerwanie terminu przedawnienia powoduje, że jego bieg rozpoczyna się na nowo, a dotychczasowy okres traktuje się jak niebyły. Ten skutek odróżnia przerwanie biegu przedawnienia od jego zawieszenia. Przerwanie biegu przedawnienia przez czynność przed sądem nie następuje, jeżeli z przepisów prawa procesowego wynika, że jest ona bezskuteczna. Dlatego nie przerwie przedawnienia pozew wniesiony w sprawie, która zostaje następnie umorzona wskutek jego cofnięcia.

### Wstrzymanie zakończenia biegu przedawnienia
Wyjątkowe okoliczności leżące po stronie wierzyciela niekiedy uzasadniają odstępstwo od ogólnych reguł określających termin przedawnienia danego rodzaju. Najczęściej chodzi tu o wzmocnienie jego ochrony w postaci wydłużenia terminu z uwagi na brak po jego stronie pełnej zdolności do czynności prawnych lub wystąpienie podstaw do ubezwłasnowolnienia. Bieg przedawnienia nie może się wówczas zakończyć wcześniej niż przed upływem dwóch lat od daty ustanowienia dla tej osoby przedstawiciela ustawowego lub ustania przyczyny jego ustanowienia (np. wskutek uzyskania pełnoletniości lub ustąpienia zaburzeń psychicznych). W przypadku roszczeń o naprawienie szkody na osobie wyrządzonej czynem niedozwolonym bieg przedawnienia może zakończyć się nie wcześniej niż z upływem lat trzech od dnia, w którym poszkodowany dowiedział się o szkodzie i o osobie obowiązanej do jej naprawienia. Dodatkowo przedawnienie tego rodzaju roszczeń przysługujących osobie małoletniej (bez względu na to czy ma przedstawiciela ustawowego) nie może skończyć się wcześniej niż z upływem lat dwóch od uzyskania przez nią pełnoletniości.

## Zakończenie biegu przedawnienia
Zakończenie biegu terminu przedawnienia skutkuje osłabieniem uprawnienia bezczynnego wierzyciela. Wprawdzie może on nadal dochodzić swego roszczenia przed sądem, lecz dłużnik do czasu prawomocnego wyroku może osłonić się zarzutem przedawnienia, który prowadzi do przegrania sprawy przez wierzyciela i oddalenia powództwa. W szczególnych przypadkach, sąd może uznać zarzut dłużnika za bezskuteczny, jeżeli oceni go jako nadużycie prawa podmiotowego.
Dłużnik spełniający dobrowolnie świadczenie przedawnione nie może domagać się jego zwrotu, gdyż jest to świadczenie należne. Niepodniesienie zarzutu przedawnienia w toku sprawy sądowej powoduje, że z chwilą prawomocnego orzeczenia zasądzającego wierzytelność dotychczasowe przedawnienie uznaje się za niebyłe. Bieg przedawnienia rozpoczyna się wówczas na nowo i jest obliczany wedle zasad dla roszczeń stwierdzonych prawomocnym orzeczeniem sądu.
Po zakończeniu biegu przedawnienia roszczenia dłużnik może zrzec się prawa do skorzystania z tego zarzutu. Wówczas powstaje sytuacja, jak gdyby roszczenie się nie przedawniło.
Przedawnienie się roszczenia nie stoi na przeszkodzie nałożeniu w postępowaniu karnym na sprawcę przestępstwa środka karnego w postaci obowiązku naprawienia szkody wyrządzonej pokrzywdzonemu.

## Prawo prywatne międzynarodowe
Ustawa z dnia 4 lutego 2011 r. Prawo prywatne międzynarodowe (Dz.U. z 2023 r. poz. 503) przewiduje, że przedawnienie roszczenia podlega prawu właściwemu dla tego roszczenia. Dotyczy to także oceny początku, przerwy i zawieszenia biegu przedawnienia. Pewnie problem pojawia się w związku z faktem, że część systemów prawnych uznaje przedawnienie za instytucję prawa materialnego, a inne za instytucję prawa procesowego.